# Dred Scott

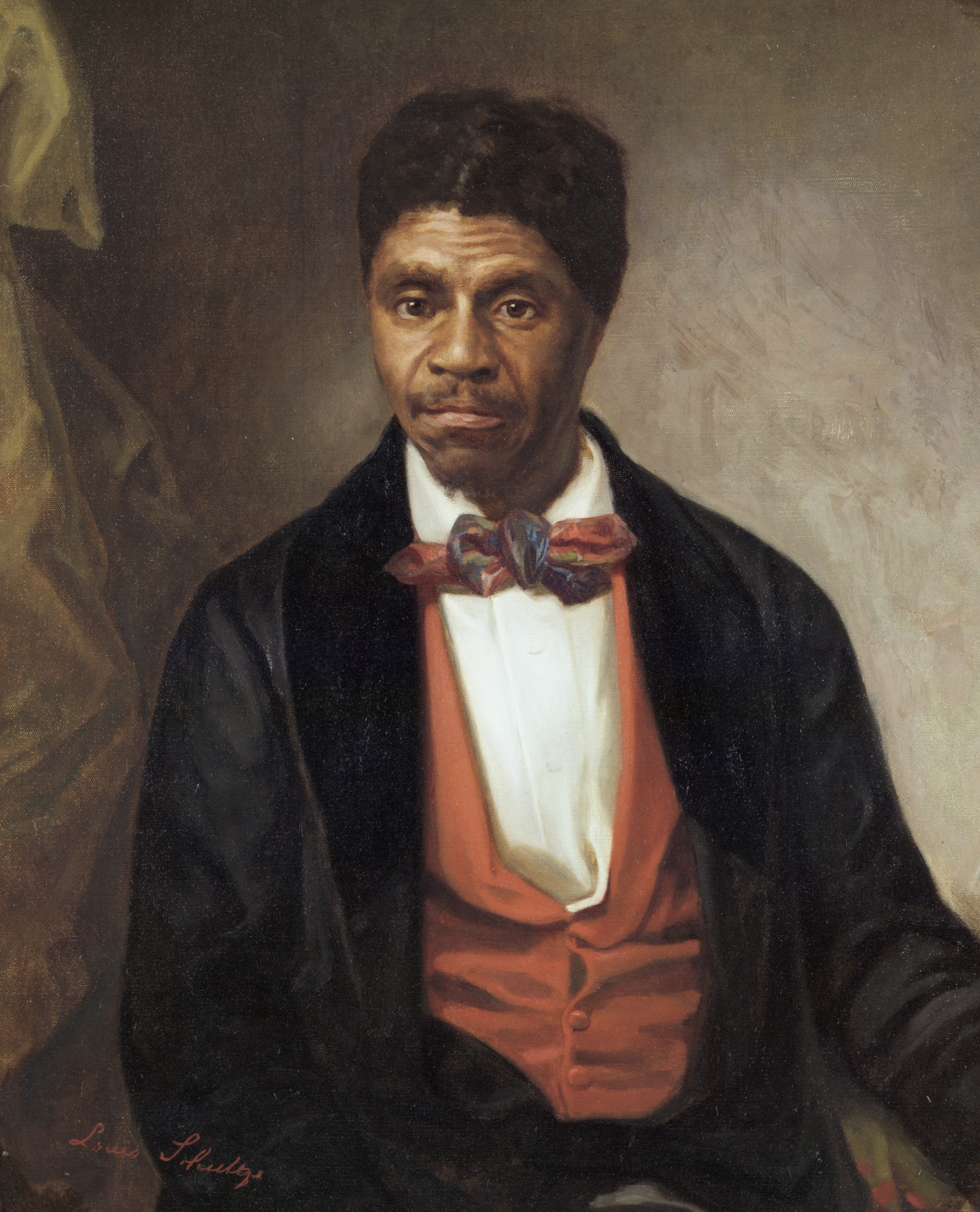
Målning från 1888 av Louis Schultze som föreställer Dred Scott

Dred Scott, född 1795 i Southampton County i Virginia, död 17 september 1858, var en afroamerikansk slav, berömd genom den rättsprocess han drev för sin familjs rättigheter.
Dred Scott medtogs 1834 av sin ägare från slavstaten Missouri till fristaten Illinois, där han gifte sig fick två barn, och sedan följde med sin ägare tillbaka till Missouri. Senare öppnade han en process, där han gjorde gällande att han och hans familj var fria medborgare, då de en längre tid varit bosatta i en fristat, och barnen födda i en sådan. Processen avdömdes olika i olika instanser. USA:s högsta domstol avgjorde den 1856 till Scotts nackdel. Dred Scott mot Sandford berörde flera viktiga principer i USA, bland annat Missouri-kompromissens författningsenlighet. Den väckte enorm uppmärksamhet, och var en av frågorna i 1850-talets agitation som ledde fram till det amerikanska inbördeskriget.